# Brevilliers
Brevilliers is een gemeente in het Franse departement Haute-Saône (regio Bourgogne-Franche-Comté) en telt 631 inwoners (2011). De plaats maakt deel uit van het arrondissement Lure.

## Geografie
De oppervlakte van Brevilliers bedraagt 6,5 km², de bevolkingsdichtheid is 97,1 inwoners per km².
De onderstaande kaart toont de ligging van Brevilliers met de belangrijkste infrastructuur en aangrenzende gemeenten.

## Demografie
Onderstaande figuur toont het verloop van het inwonertal (bron: INSEE-tellingen).